# Samuel Jones (Politiker)

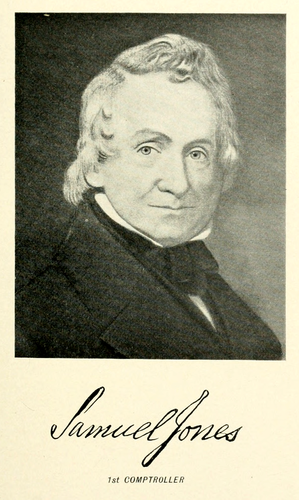
Samuel Jones

Samuel Jones (* 26. Juli 1734 in Oyster Bay, Queens, Provinz New York; † 21. November 1819) war ein US-amerikanischer Jurist und Politiker.

## Werdegang
Samuel Jones, Sohn von Phoebe Jackson (1715–1800) und William Jones (1708–1779), wurde während der Regierungszeit von König Georg II. in Oyster Bay geboren. Über seine Jugendjahre ist nichts bekannt. Irgendwann studierte er Jura und begann nach dem Erhalt seiner Zulassung als Anwalt zu praktizieren. Er saß von 1786 und 1790 für Queens in der New York State Assembly. Während dieser Zeit wurde er 1788 in den Kontinentalkongress gewählt, nahm aber an der Session nicht teil. Danach saß er von 1791 bis 1799 im Senat von New York. Am 17. Februar 1797 wurde das Amt des New York State Comptrollers durch die New York State Legislature geschaffen. Jones wurde am 15. März durch den Council of Appointments zum ersten Comptroller ernannt – ein Posten, den er bis 1800 innehatte.
Er war mit Cornelia Haring verheiratet. Das Paar hatte einen Sohn names Samuel Jones, der Chancellor war.